# Franzorphius franzi
Franzorphius franzi is een keversoort uit de familie somberkevers (Zopheridae). De wetenschappelijke naam van de soort werd in 1998 gepubliceerd door Schuh.